# Château de Boudaniv
Le château de Boudaniv (Буданівський замок) est une forteresse ukrainienne, autour de laquelle la ville moderne de Boudaniv s’est développée.

## Historique
La forteresse a été construite en pierres avant 1631 par Jan et Marcin Khodorovsky, il reprenait un site déjà mainte fois prit et défendu par des châteaux en bois. Il est vendu à Alexandre Senensky. Il est plusieurs fois assiégé lors du Soulèvement de Khmelnytsky et seulement pris en 1651.
En 1675 le château est détruit par les progrès de l'artillerie et Eustache et Maria Pototcky décidèrent de donner le château aux religieuses de Boudaniv. Le couvent est actif en 1846. Après de nombreux dommages de guerre, il est converti en hôpital psychiatrique depuis 1956.

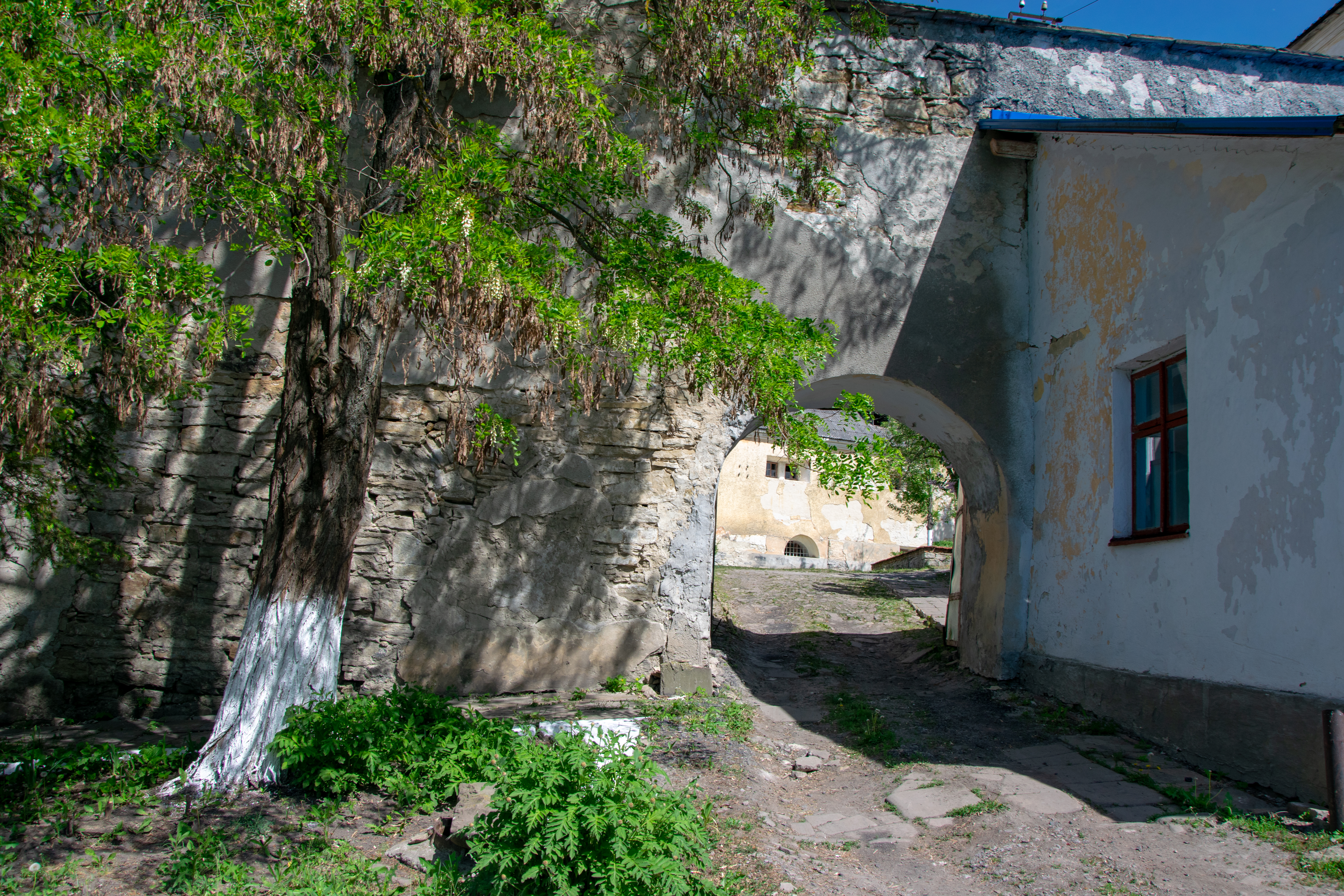
Porte d'entrée,
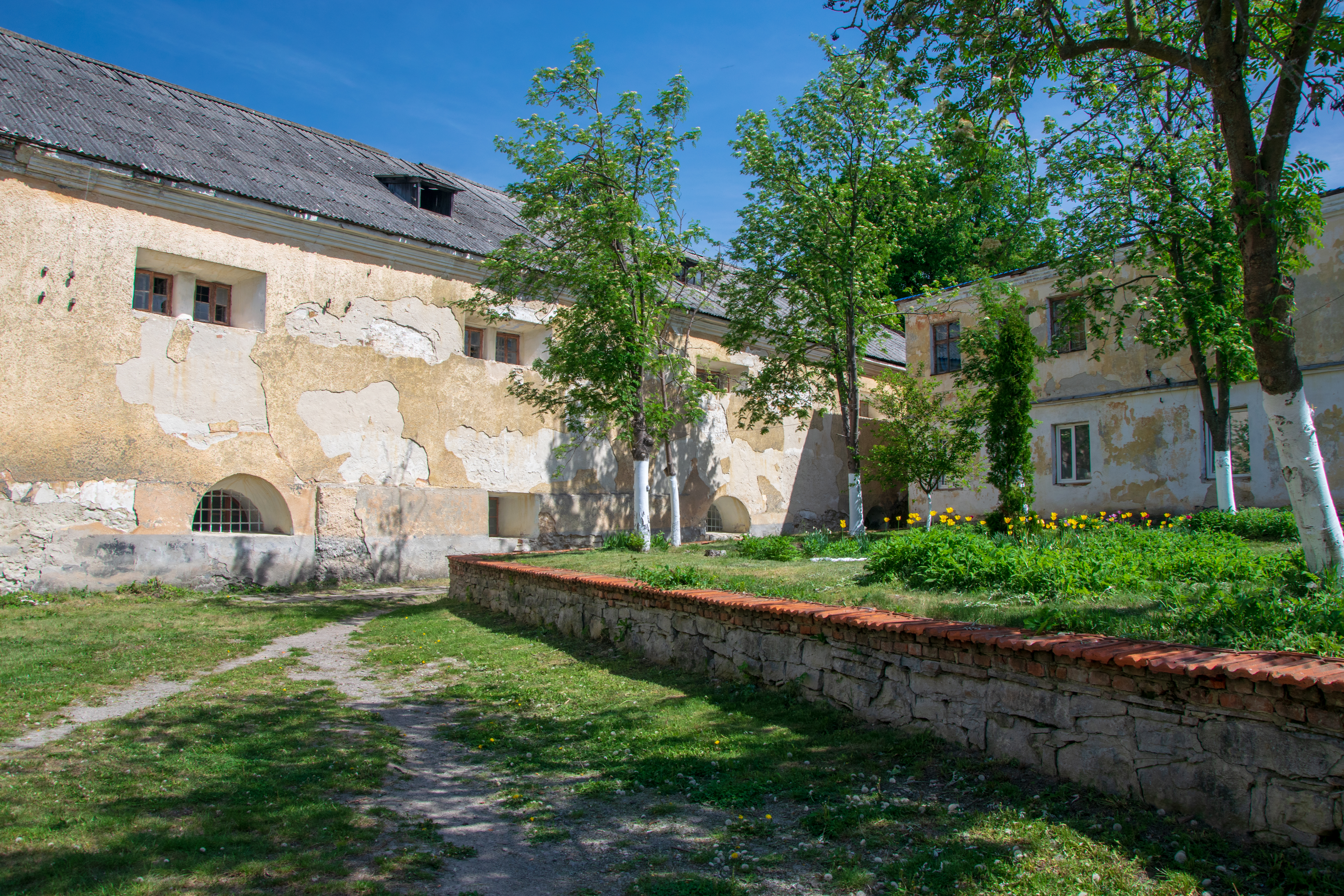
sa cour,
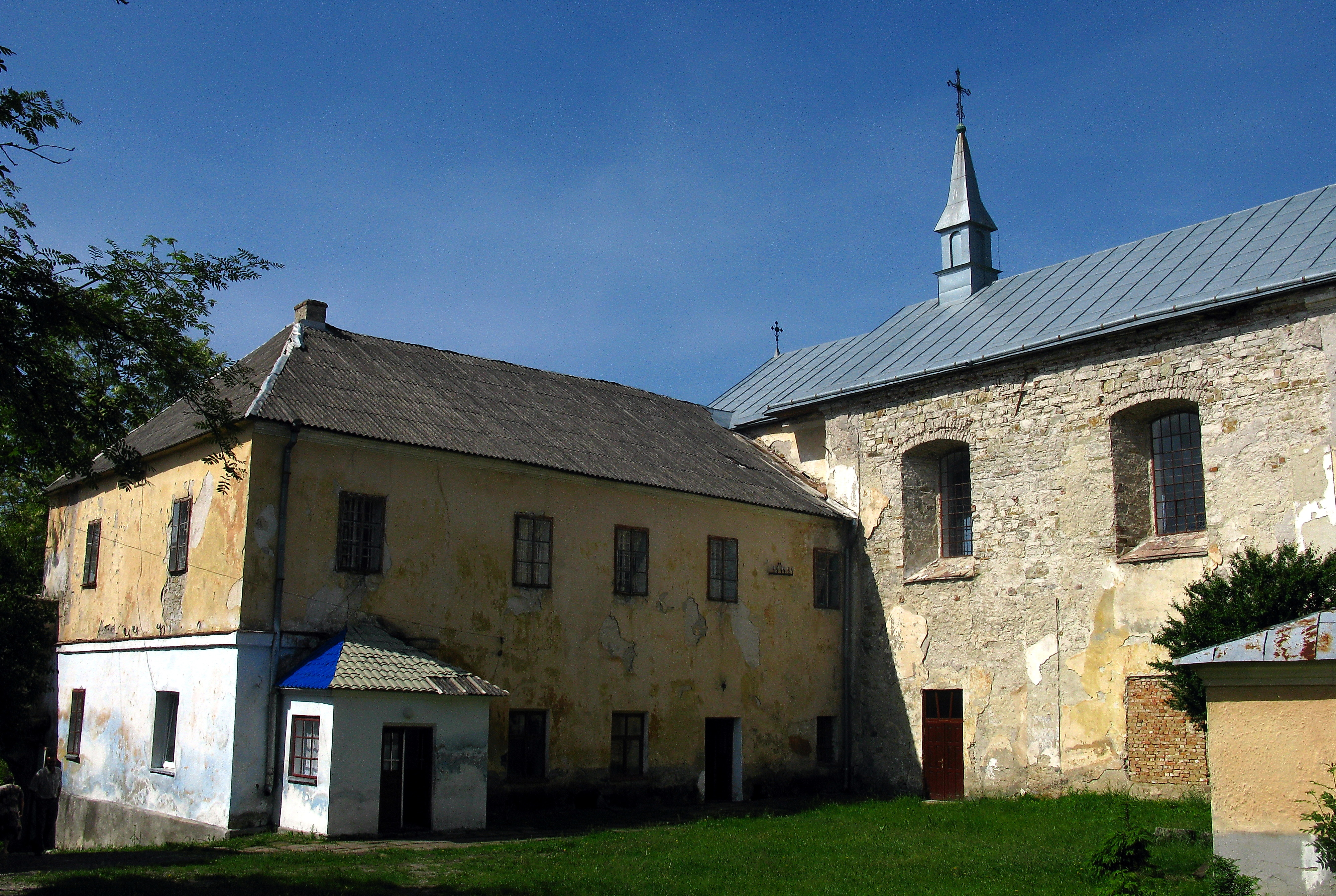
logements,
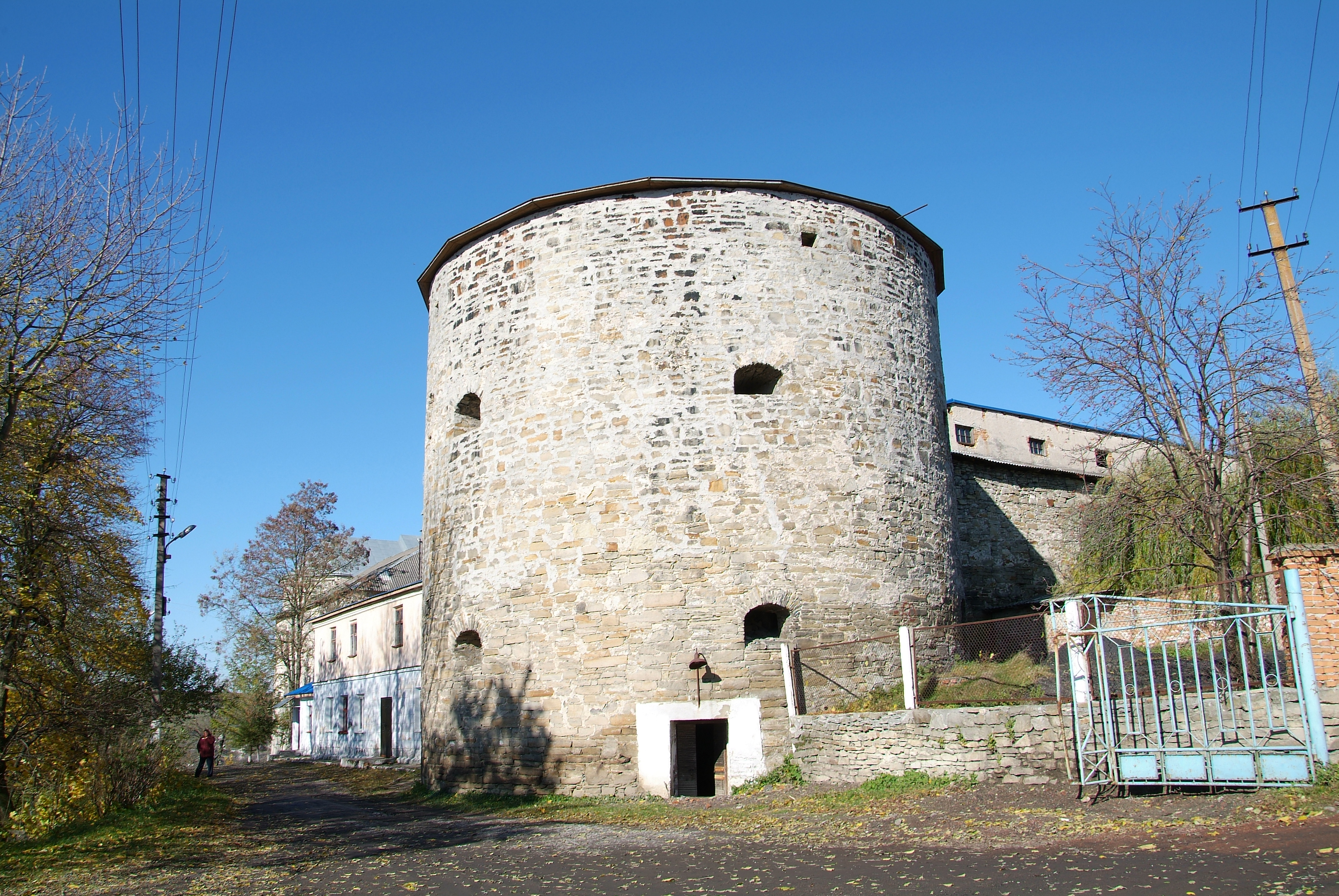
un tour,.

### Église de l'exaltation de la Croix
Elle est aussi classé au Registre national des monuments immeubles d'Ukraine.

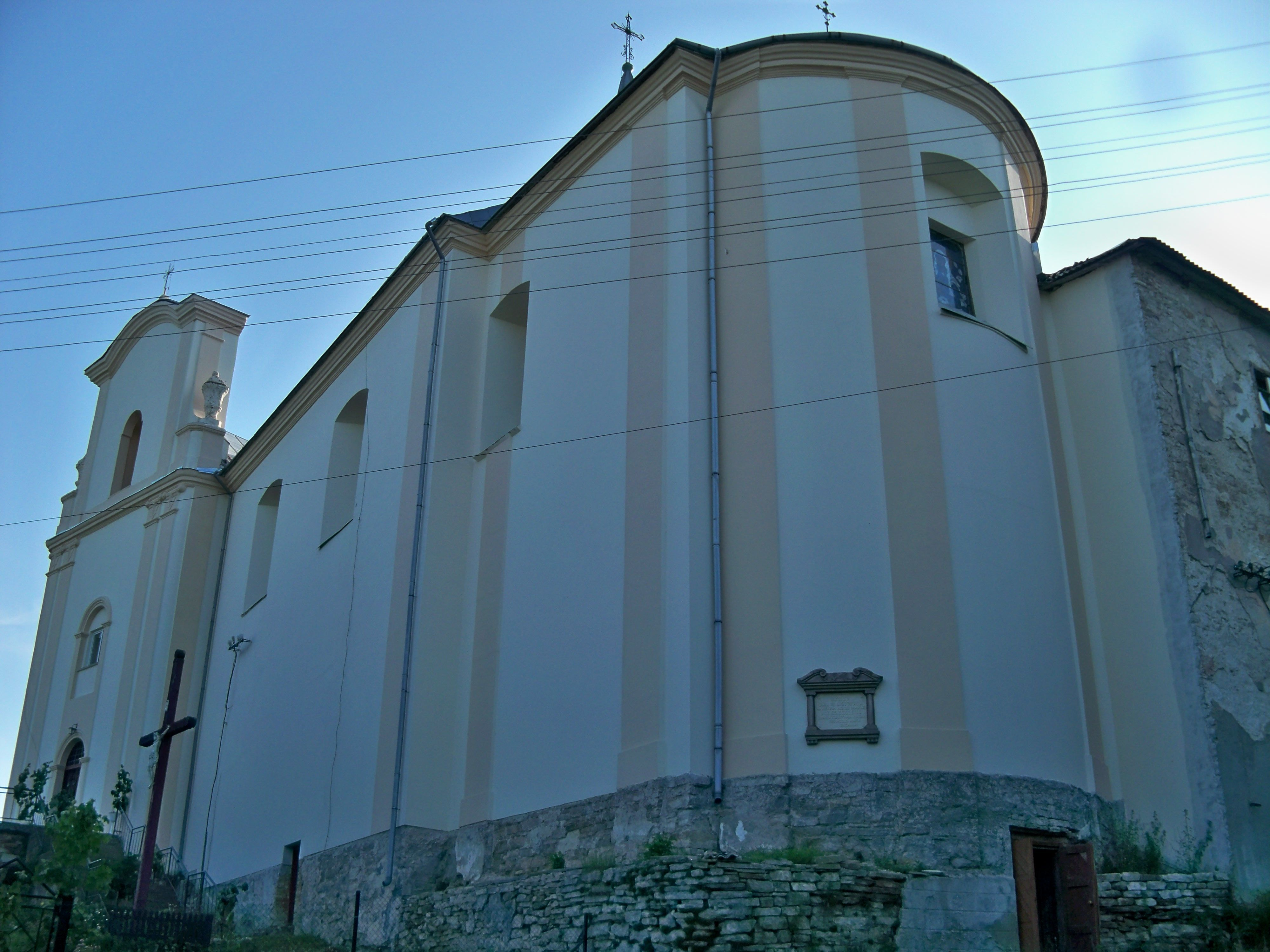
Extérieur
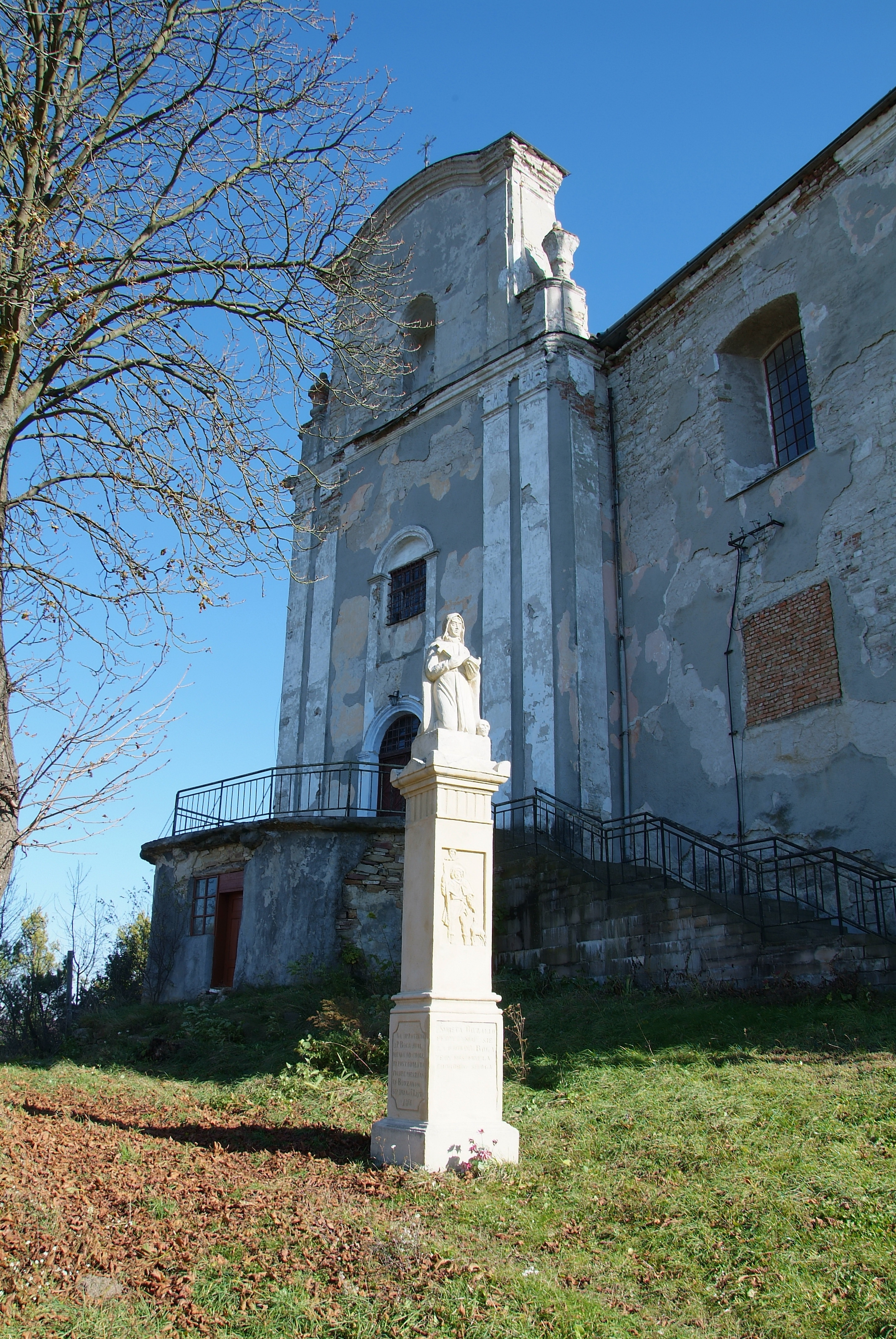
son clocher.

## Châteaux proches
- la forteresse de Kamianets ;
- le château de Kudryntsi ;
- le château de Sydoriv ;
- le château de Medjybij.

## Compléments
- Château de Boudaniv sur Commons